# Yuka Kamino
Yuka Kamino (jap. 神野 由佳 Kamino Yuka; * 8. Dezember 1980 in Higashiōsaka) ist eine ehemalige japanische Shorttrackerin.

## Werdegang
Kamino trat international erstmals in der Saison 1998/99 in Erscheinung. Dabei kam sie bei den Juniorenweltmeisterschaften 1999 in Montreal auf den 13. Platz im Mehrkampf und bei den Teamweltmeisterschaften 1999 in St. Louis auf den sechsten Rang. Bei den Winter-Asienspielen 1999 in Gangwon holte sie die Silbermedaille mit der Staffel. In der Saison 1999/2000 erreichte sie in Nobeyama mit dem dritten Platz mit der Staffel ihre erste Podestplatzierung im Weltcup und gewann bei den Teamweltmeisterschaften 2000 in Den Haag die Bronzemedaille. Bei den Juniorenweltmeisterschaften 2000 in Székesfehérvár belegte sie den sechsten Platz im Mehrkampf und bei den Weltmeisterschaften 2000 in Sheffield den 17. Platz im Mehrkampf sowie den vierten Rang mit der Staffel. Im folgenden Jahr wurde sie bei den Teamweltmeisterschaften in Nobeyama Fünfte und holte bei der Winter-Universiade 2001 in Zakopane die Bronzemedaille mit der Staffel. In der Saison 2001/02 errang sie beim Weltcup in Nobeyama den zweiten Platz mit der Staffel und erreichte zum Saisonende den neunten Platz in der Weltcupwertung über 1000 m. Bei den Teamweltmeisterschaften 2002 in Montreal lief sie auf den siebten Platz und bei den Weltmeisterschaften 2002 in Montreal auf den 18. Platz im Mehrkampf sowie auf den fünften Rang mit der Staffel. Beim Saisonhöhepunkt, den Olympischen Winterspielen 2002 in Salt Lake City, belegte sie den 25. Platz über 500 m, den 20. Rang über 1500 m und den vierten Platz mit der Staffel.
In der folgenden Saison errang Kamino bei den Weltmeisterschaften 2003 in Warschau den 34. Platz im Mehrkampf sowie den fünften Platz mit der Staffel und holte bei der Winter-Universiade 2003 in Tarvisio sowie bei den Winter-Asienspielen 2003 in der Präfektur Aomori jeweils die Bronzemedaille mit der Staffel. Im folgenden Jahr wurde sie bei den Weltmeisterschaften in Göteborg Siebte mit der Staffel und Sechste im Mehrkampf. In der Saison 2004/05 errang sie beim Weltcup in Hartford über 500 m und mit der Staffel jeweils auf den dritten Platz. Bei den Weltmeisterschaften 2005 in Peking kam sie auf den neunten Platz im Mehrkampf sowie auf den vierten Rang mit der Staffel und bei den Teamweltmeisterschaften 2005 in Chuncheon auf den vierten Platz. In der folgenden Jahr wurde sie beim Weltcup in Hangzhou Zweite mit der Staffel und belegte bei den Olympischen Winterspielen 2006 in Turin jeweils den 14. Platz über 500 m und 1000 m sowie jeweils den siebten Rang mit der Staffel und über 1500 m. In der Saison 2006/07 kam sie beim Weltcup in Jeonju auf den dritten Platz und erreichte mit mehreren Top-Zehn-Platzierungen zum Saisonende den fünften Platz in der Weltcupwertung über 1500 m. Bei den Teamweltmeisterschaften 2007 in Budapest errang sie den fünften Platz und gewann bei den Winter-Asienspielen 2007 in Changchun erneut die Bronzemedaille mit der Staffel. In der Saison 2007/08 kam sie in Kōbe mit dem dritten Platz mit der Staffel letztmals im Weltcup aufs Podest und absolvierte in Turin ihren letzten Weltcup, welchen sie auf dem neunten Platz über 1500 m beendete. Bei den Teamweltmeisterschaften 2008 in Harbin lief sie auf den siebten Platz.

## Erfolge

### Olympische Spiele
- 2002 Salt Lake City: 4. Platz Staffel, 20. Platz 1500 m, 25. Platz 500 m
- 2006 Turin: 7. Platz Staffel, 7. Platz 1500 m, 14. Platz 1000 m, 14. Platz 500 m

### Shorttrack-Weltmeisterschaften
- 2000 Sheffield: 4. Platz Staffel, 9. Platz 1500 m, 17. Platz 1000 m, 17. Platz Mehrkampf, 25. Platz 500 m
- 2002 Montreal: 5. Platz Staffel, 13. Platz 1500 m, 18. Platz Mehrkampf, 23. Platz 500 m, 25. Platz 1000 m
- 2003 Warschau: 5. Platz Staffel, 22. Platz 1000 m, 32. Platz 1500 m, 34. Platz Mehrkampf, 40. Platz 500 m
- 2004 Göteborg: 4. Platz 3000 m, 5. Platz 1500 m, 6. Platz Mehrkampf, 7. Platz Staffel, 10. Platz 1000 m, 12. Platz 500 m
- 2005 Peking: 4. Platz Staffel, 5. Platz 1500 m, 9. Platz Mehrkampf, 9. Platz 1000 m, 32. Platz 500 m

### Team-Weltmeisterschaften
- 1999 St. Louis: 6. Platz
- 2000 Den Haag: 3. Platz
- 2001 Nobeyama: 5. Platz
- 2002 Montreal: 7. Platz
- 2005 Chuncheon: 4. Platz
- 2007 Budapest: 5. Platz
- 2008 Harbin: 7. Platz

## Persönliche Bestleistungen
| Disziplin | Zeit         | Datum             | Ort      |
| --------- | ------------ | ----------------- | -------- |
| 500 m     | 45,039 s     | 4. Dezember 2004  | Saguenay |
| 1000 m    | 1:34,244 min | 5. Dezember 2004  | Saguenay |
| 1500 m    | 2:24,873 min | 18. November 2005 | Den Haag |